# Bruno Morón
José Bruno Morón (Mendoza, octubre de 1781 - Río Cuarto, 23 de junio de 1821) fue un militar argentino de activa participación en la guerra de independencia de su país y en las primeras guerras civiles argentinas.

## Guerra de la Independencia
Nativo de Mendoza, inició estudios universitarios en Santiago de Chile, pero posteriormente se dedicó al comercio. Desde 1807 fue miembro de las milicias urbanas de su ciudad natal.
En 1812 se incorporó al Ejército del Norte, combatiendo en las batallas de Tucumán y Salta.
Posteriormente se incorporó al sitio de Montevideo hasta la caída de la ciudad realista en 1814. Fue ascendido al grado de mayor.

## Guerras civiles en el litoral
En 1815 era el jefe de un batallón del Regimiento de Infantería número 2 en Buenos Aires, del cual era comandante el coronel y futuro caudillo Juan Bautista Bustos, y tuvo el raro privilegio de ser el primer instructor militar de uno de los caudillos más destacados de la historia argentina: Juan Facundo Quiroga. En agosto de ese año participó en la toma de Santa Fe, a órdenes del coronel Juan José Viamonte. Semanas más tarde, llevó parte de sus tropas y de las milicias santafesinas a incorporarse al Ejército del Norte después de la derrota de la tercera expedición auxiliadora al Alto Perú.
Como segundo del coronel Bustos, combatió en las guerras contra los federales de Santa Fe, destacándose en la batalla de La Herradura. Fue ascendido al grado de coronel y reemplazó en el mando de su regimiento a Bustos, cuando este pasó a ser el jefe de Estado Mayor del Ejército del Norte. 
Cuando Bustos dirigió el motín de Arequito se negó a secundarlo, por lo que fue arrestado por unos días; acompañó al general Francisco Fernández de la Cruz hasta Buenos Aires.

## Guerras civiles en Cuyo
Poco después, Fernández de la Cruz y Morón viajaron a Mendoza, donde combatieron intentos de expansión de los rebeldes que convulsionaban a San Juan. Fue el segundo jefe del general Fernández de la Cruz en su defensa de la provincia, y a principios del año siguiente lo reemplazó como comandante de las milicias provinciales. Fue ascendido a general.
A principios de 1821, el general chileno José Miguel Carrera inició su invasión hacia Cuyo, cruzando el sur de Córdoba al frente de un ejército de montoneros e indígenas. Morón fue puesto al mando de las fuerzas de las tres provincias cuyanas y salió en su búsqueda. Cruzó San Luis y lo atacó por sorpresa en San Bernardo, cerca de la actual Villa Mercedes, causándole muchas pérdidas.
A los pocos días, acompañado por el teniente coronel Manuel Alejandro Pueyrredón, siguió hasta Río Cuarto. Allí fue atacado por las fuerzas de Carrera. En momentos en que prácticamente había vencido a sus enemigos, se puso al frente de un cuerpo de caballería y ordenó atacar. Pero sus soldados lo abandonaron y, al dar vuelta su caballo, este resbaló, cayendo a tierra. Fue alcanzado por los hombres de Carrera y ultimado; su muerte provocó la derrota de sus fuerzas. Fue el único general argentino muerto en combate.